# مرد جنگل
مرد جنگل (به انگلیسی: Man of the Woods) پنجمین آلبوم استودیویی از خواننده-ترانه‌نویس آمریکایی، جاستین تیمبرلیک می‌باشد. این آلبوم در ۲ فوریه ۲۰۱۸ از طریق آرسی‌ای رکوردز منتشر گردید. تهیه آلبوم توسط تیمبرلیک، نپتونز تیمبلند، دنجا، جی-روک، اریک هادسون و راب نوکس انجام شد. این اثر تیمبرلیک را در حال آزمایش با عنصرهای موسیقی آراندبی معاصر، فانک، پاپ، سول و آمریکانا آزمایش می‌کند. این آلبوم به نام پسرش سایلس نامگذاری شده‌است که نام آن به معنی «مرد جنگل» است. اولین تک‌آهنگ آلبوم، «کثیف» در ۵ ژانویه ۲۰۱۸ و به دنبال آن، به ترتیب «تدارکات» و «چیزی بگو» در ۱۹ و ۲۶ ژانویه منتشر گردید. ترانه «مرد جنگل» در آلبوم نیز با یک نماهنگ همراه بود.
آلبوم در برترین‌های بیلبورد ۲۰۰ شروع به کار کرد، با این حال «کثیف» و «چیزی بگو» به ده ترانه برتر در ۱۰۰ آهنگ داغ بیلبورد رسیدند. تیمبرلیک در مارس ۲۰۱۸ برای تبلیغ و پشتیبانی از آلبوم، ششمین تور کنسرت خود را با عنوان تور مرد جنگل شروع به کار کرد. هم‌چنین تک‌آهنگ «چیزی بگو» نامزد دریافت جایزه گرمی بهترین اجرای پاپ دونفره/گروهی از شصت و یکمین مراسم جایزه گرمی شد.

## فهرست ترانه
| فهرست ترانه مرد جنگل | فهرست ترانه مرد جنگل                  | فهرست ترانه مرد جنگل |
| شماره                | نام                                   | مدت                  |
| -------------------- | ------------------------------------- | -------------------- |
| ۱.                   | «کثیف»                                | ۴:۵۳                 |
| ۲.                   | «نیمه شب جم تابستان»                  | ۵:۱۲                 |
| ۳.                   | «سس»                                  | ۴:۰۵                 |
| ۴.                   | «مرد جنگل»                            | ۴:۰۳                 |
| ۵.                   | «بالاتر، بالاتر»                      | ۴:۱۸                 |
| ۶.                   | «موج»                                 | ۴:۲۴                 |
| ۷.                   | «تدارکات»                             | ۳:۴۵                 |
| ۸.                   | «نور صبح» (با همراهی آلیشا کیز)       | ۴:۰۲                 |
| ۹.                   | «چیزی بگو» (با همراهی کریس استیپلتون) | ۴:۳۹                 |
| ۱۰.                  | «هرس (قطع)»                           | ۱:۰۱                 |
| ۱۱.                  | «فلانل»                               | ۴:۴۹                 |
| ۱۲.                  | «مونتانا»                             | ۴:۳۹                 |
| ۱۳.                  | «نسیم حوض»                            | ۴:۱۱                 |
| ۱۴.                  | «زنده در زیر زمین»                    | ۴:۵۳                 |
| ۱۵.                  | «چیز سخت»                             | ۳:۱۵                 |
| ۱۶.                  | «مرد جوان»                            | ۳:۴۵                 |
| مجموع مدت:           | مجموع مدت:                            | ۶۵:۵۴                |